# Distrito de Chisquilla
El distrito de Chisquilla es uno de los doce distritos que integran la provincia de Bongará, ubicada en el Departamento de Amazonas, en el Perú. Limita por el norte y por el este con el departamento de San Martín; por el sur con la provincia de Chachapoyas y; por el oeste con los distritos de Recta, Jumbilla y Corosha.
Jerárquicamente, dentro de la Iglesia Católica, pertenece a la Diócesis de Chachapoyas

## Historia
El distrito fue creado por la Ley N.º 10632 del 20 de julio de 1946, en el gobierno del Presidente José Luis Bustamante y Rivero.

## Geografía
Abarca una extensión de 174,96 km² y tiene una población de más de 350 habitantes.
Su capital es el centro poblado "Chisquilla". La altura de la capital es 2 000 metros sobre nivel del mar aunque el resto del distrito está ubicado aproximadamente a más de 1 000 metros sobre el río Imaza, y está debajo de un cerro montañoso. 

### Centros poblados del distrito de Chisquilla
El distrito agrupa los siguientes centros poblados: